# 吉亚拉圣母圣殿

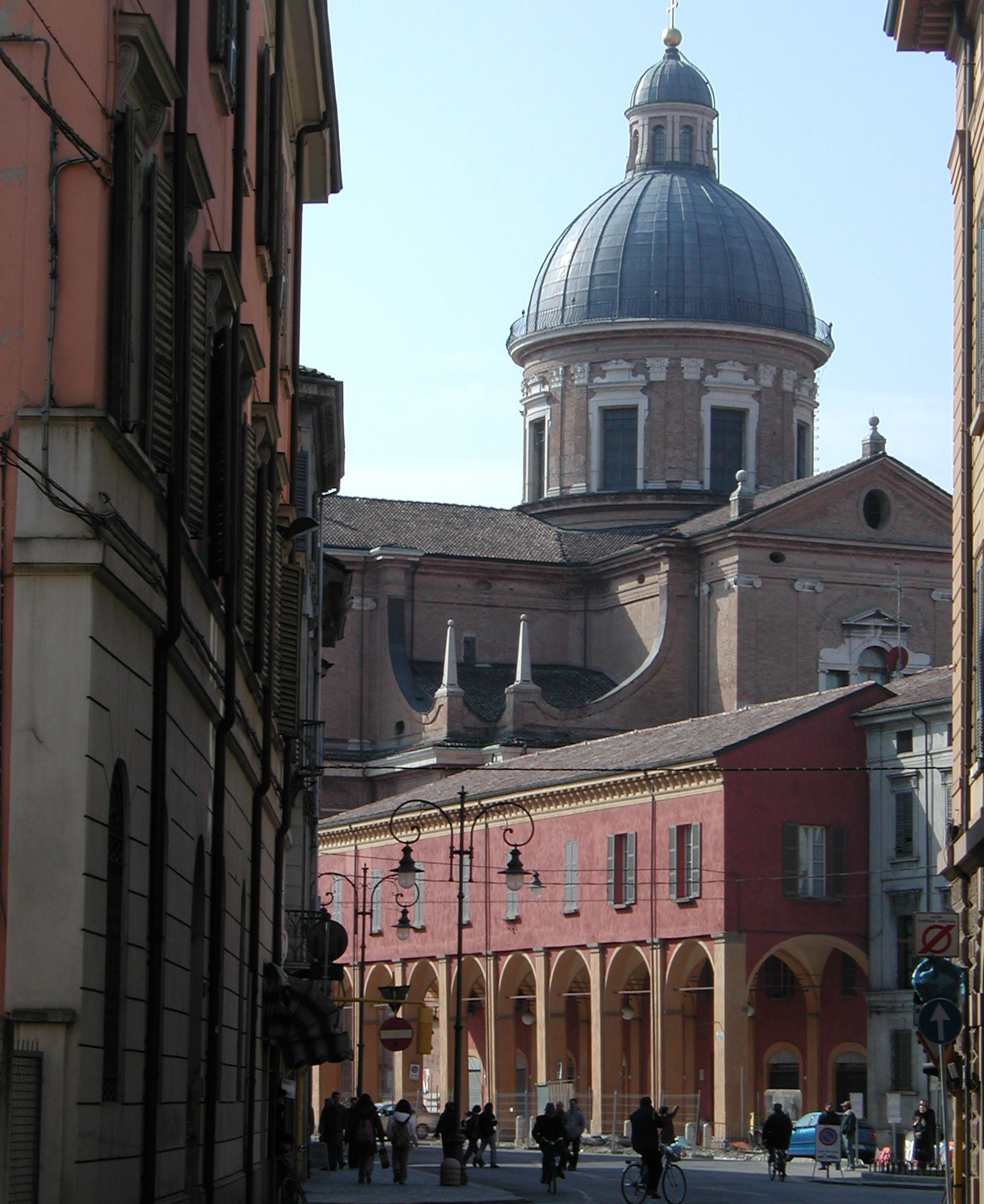

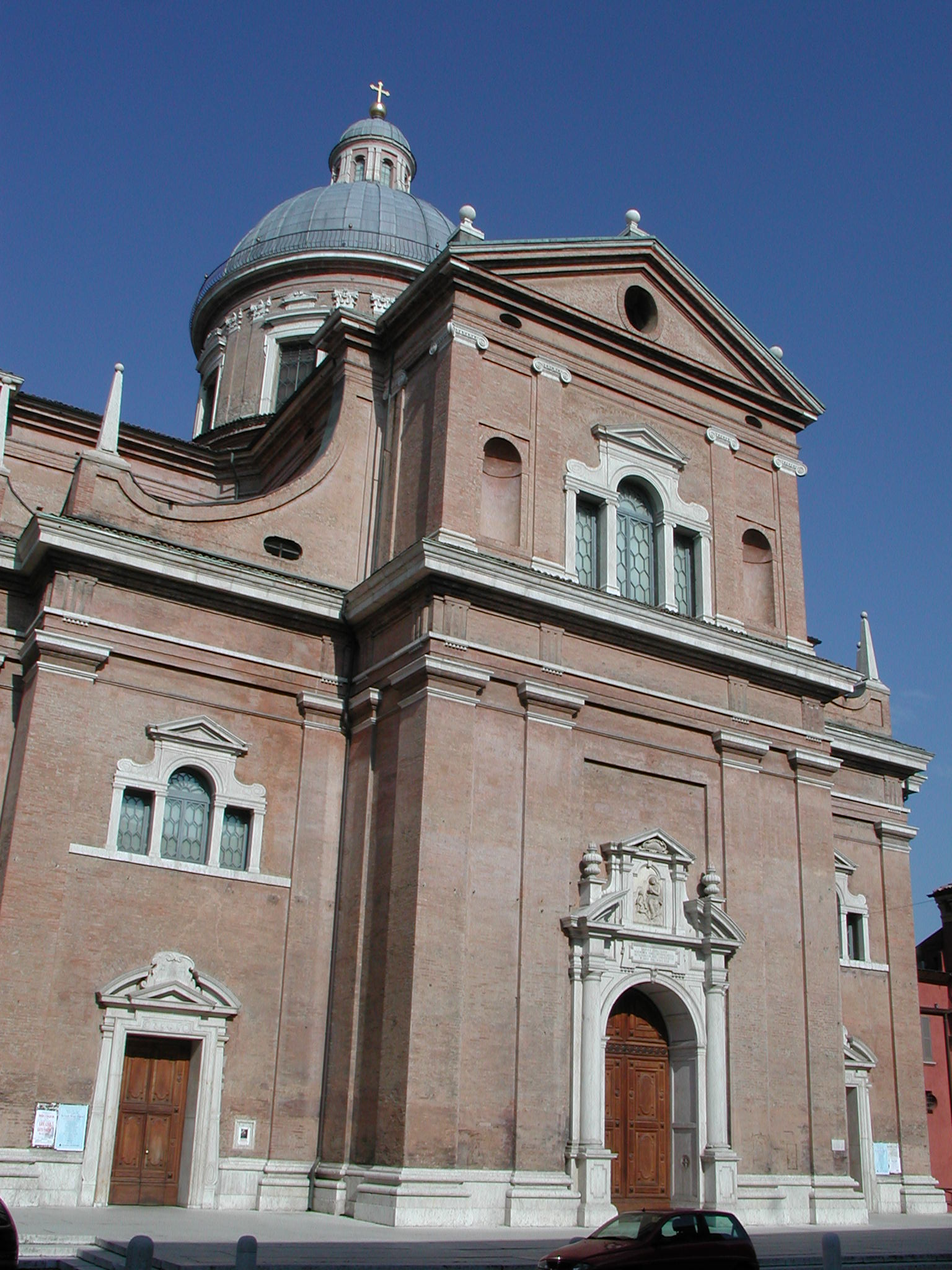

吉亚拉圣母圣殿（Basilica della Madonna della Ghiara或Tempio della Beata Vergine della Ghiara）是一座罗马天主教的宗座圣殿，位于意大利北部艾米利亚-罗马涅大区城市雷焦艾米利亚。教堂建筑是市政府的财产。

## 历史
这座教堂是为了应对1596年发生的一次与当地一幅由莱利奥·奥尔西绘制的圣母壁画有关的所谓奇迹而建造的，这幅画像很快成为朝圣之地，于是建造新教堂，以容纳信徒们的祭品，并将壁画也迁入其中。
1597年6月6日，克劳迪奥·兰戈内主教奠定了基石，公爵阿方索二世·德埃斯特和公爵夫人玛格丽塔·冈萨加到场。原修道院和教堂的一部分被拆除，为新建筑让路。设计者是当地的建筑师和雕塑家弗朗切斯科·帕奇奥尼，他还设计了穹顶和内部灰泥粉饰灰泥。教堂于1619年5月12日祝圣。

## 建筑
该堂为希腊十字平面，中间设有穹顶。四个较小的圆顶，从外面看不到。
立面下部为多立克柱式，上部为爱奥尼亚柱式。它由红土和白色维罗纳大理石内套建造。正门的大理石浮雕，描绘吉亚拉圣母（1642年）。侧门开辟于 1631年。
内部是晚期文艺复兴风格，装饰以丰富的黄金，大理石，以及大型壁画大型壁画《卡拉齐学院》覆盖了穹顶和拱顶，描绘了旧约妇女的故事。亚历山德罗·蒂亚里尼绘制的天花板被认为是他的杰作。穹顶壁画是由莱昂内洛斯帕达（1616）所绘。 
该堂入口的天花板壁画（1645-1646），卢卡·法拉利描绘《温柔》（曼苏图丁）、《信仰》《亚当和夏娃被逐出天堂》、《亚伯拉罕与天使、利百加和以利亚撒》。墙上是皮尔·马蒂尔·阿玛尼的《多梅尼科·克罗蒂的奇迹》和彼得罗·德萨尼的《多梅尼科·卡拉蒂埃里的奇迹》。
右侧的第一小堂有穹顶壁画（1629-1630），描绘了八美德、圣徒们表现出对上帝的奉献。此外还有卡米洛·加瓦塞蒂描绘的以赛亚、但以理、以西结和耶利米。祭坛画《圣母子与圣方济各》由亚历山德罗·蒂亚里尼所绘。
中殿右侧的天花板（1615-1616）上是莱昂内洛·斯帕达的壁画《亚比该送礼物给大卫》、《友第德与何乐弗尼》、《以斯帖与亚哈随鲁》。

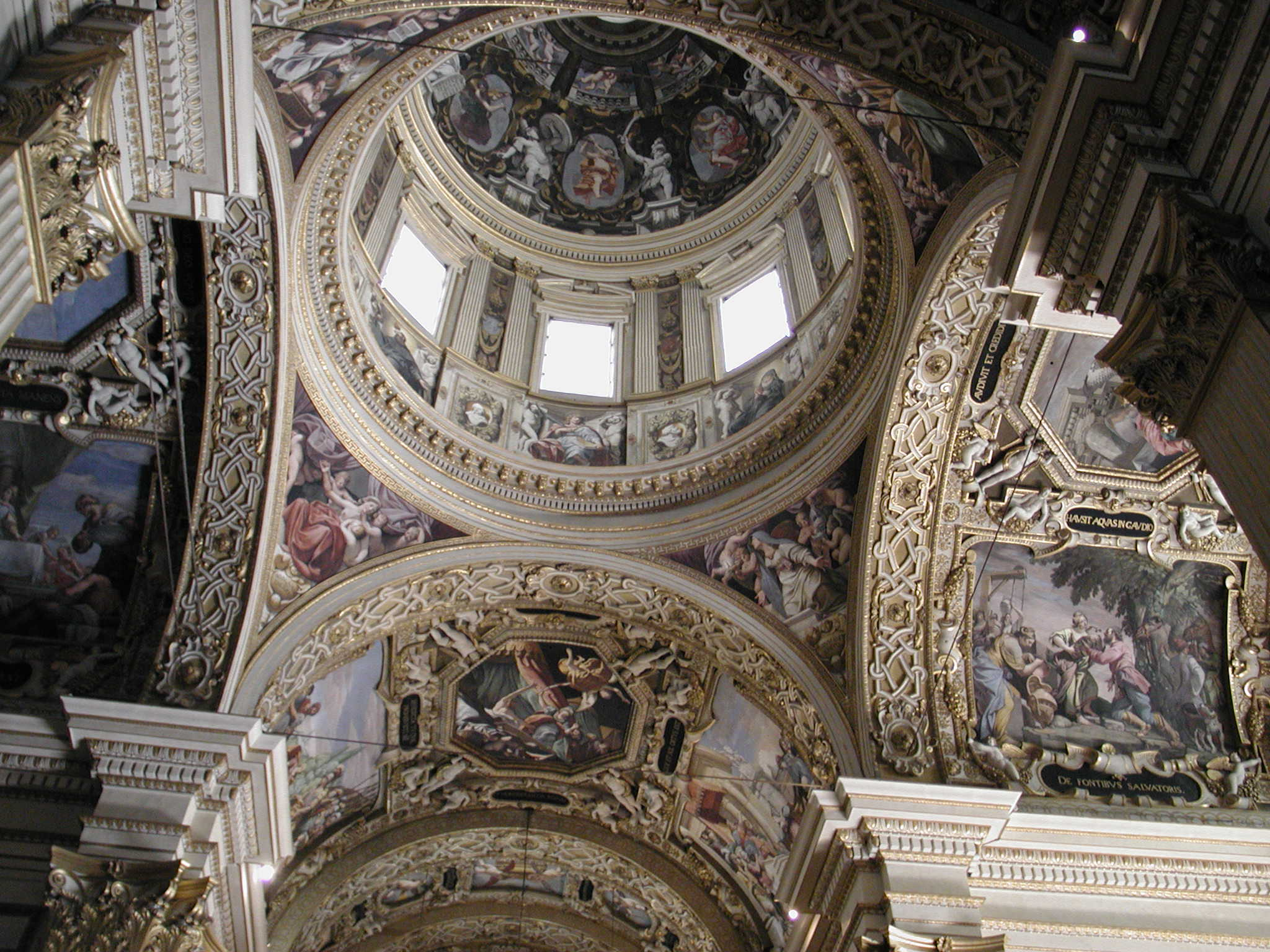
穹顶内部